# Ce qui vous attend si vous attendez un enfant
Pour plus de détails, voir Fiche technique et Distribution.
Ce qui vous attend si vous attendez un enfant ou Comment prévoir l'imprévisible au Québec (titre original : What to Expect When You're Expecting), est un film américain réalisé par Kirk Jones, sorti en 2012.
Le film est une série d'histoires croisées directement inspirées d'un guide de la grossesse écrit par Heidi Murkoff, très populaire aux États-Unis.

## Synopsis
Fous de joie à l’idée de fonder une famille, Jules, séduisante icône du fitness à la télé, et Evan, star d’une émission de danse, réalisent que leur vie sous les projecteurs n’a aucune chance de résister aux exigences inattendues qui accompagnent une grossesse. Wendy, auteur à succès, folle de bébés, se retrouve pour la première fois dans la peau des futures mamans auxquelles elle prodigue ses conseils et découvre les surprenants effets physiques engendrés par les hormones de la grossesse. Son mari, Gary, essaie de ne pas se faire humilier par son père, doté d’un esprit de compétition affûté, dont la très jeune femme trophée, Skyler, attend des jumeaux. Holly, photographe, se prépare à parcourir le monde pour adopter un enfant, mais son mari Alex ne se sent pas prêt et tente de contenir sa panique avec l’aide d’un groupe de jeunes pères solidaires parlant avec franchise de la paternité. Rosie et Marco, deux chefs cuisiniers rivaux de « food trucks », ont une aventure et se retrouvent face à un dilemme : que faire quand votre premier enfant s’annonce avant votre premier rendez-vous ? 

## Fiche technique
- Titre original : What to Expect When You're Expecting
- Titre français : Ce qui vous attend si vous attendez un enfant
- Titre québécois : Comment prévoir l'imprévisible
- Réalisation : Kirk Jones
- Scénario : Shauna Cross et Heather Hach, d'après le livre de Heidi Murkoff
- Direction artistique : James F. Truesdale
- Décors : Andrew Laws ; Halina Siwolop (décoratrice de plateau)
- Costumes : Karen Patch
- Photographie : Xavier Pérez Grobet
- Montage : Michael Berenbaum
- Musique : Mark Mothersbaugh
- Casting : Deborah Aquila et Tricia Wood
- Son : Aaron 'Cujo' Cooley
- Production : Mike Medavoy, Arnold Messer et David Thwaites ; Douglas McKay (coproducteur)
  - Production exécutive : Mark Bakshi, Erik Murkoff, Heidi Murkoff et Alan Nevins
- Sociétés de production : Alcon Entertainment, Lionsgate, Phoenix Pictures et What to Expect Productions
- Sociétés de distribution :

 Lions Gate Film
 Metropolitan Filmexport
- Budget : 40 millions $
- Pays d'origine :  États-Unis
- Langue originale : anglais
- Format : couleur – 35 mm – 2,35:1 - son Dolby Digital numérique, SDDS et Datasat
- Genre : comédie
- Durée : 110 minutes
- Dates de sortie en salles : 
 États-Unis : 18 mai 2012
 Royaume-Uni,  Suède : 25 mai 2012
 France,  Belgique : 20 juin 2012

## Distribution
- Elizabeth Banks (VF : Marie-Eugénie Maréchal ; VQ : Viviane Pacal) : Wendy[3]
- Cameron Diaz (VF : Barbara Tissier ; VQ : Camille Cyr-Desmarais) : Jules
- Jennifer Lopez (VF : Déborah Perret ; VQ : Hélène Mondoux) : Holly[4]
- Brooklyn Decker (VF : Ingrid Donnadieu ; VQ : Aline Pinsonneault) : Skyler[5]
- Anna Kendrick (VF : Karine Foviau ; VQ : Catherine Bonneau) : Rosie[5]
- Dennis Quaid (VF : Bernard Lanneau ; VQ : Hubert Gagnon) : Ramsey[6]
- Matthew Morrison (VF : Xavier Fagnon ; VQ : Philippe Martin) : Evan
- Rodrigo Santoro (VF : Alexandre Brasseur ; VQ : Martin Watier) : Alex[7]
- Chris Rock (VF : Jean-Baptiste Anoumon ; VQ : Gilbert Lachance) : Vic[8]
- Chace Crawford (VF : Julien Allouf ; VQ : Éric Bruneau) : Marco[9]
- Joe Manganiello (VF : Arnaud Arbessier ; VQ : Frédéric Paquet) : Davis[10]
- Ben Falcone (VF : Franck Capillery ; VQ : Thiéry Dubé) : Gary[11]
- Rob Huebel (VF : Guillaume Lebon ; VQ : Yves Soutière) : Gale[12]
- Mimi Gianopulos : Molly[13]
- Thomas Lennon (VF : Jérémie Covillault ; VQ : Jean-François Beaupré) : Craig[14]
- Wendi McLendon-Covey (VF : Vanina Pradier ; VQ : Isabelle Miquelon) : Kara[15]
- Rebel Wilson (VF : Edwige Lemoine ; VQ : Émilie Bibeau) : Janice[16]
- Amir Talai (VF : Anatole de Bodinat ; VQ : Alexandre Fortin) : Patel
- Génesis Rodríguez (VF : Claire Morin) : Christine[17]
- Kim Fields (VF : Anne Mathot) : Nora, la responsable de l'agence d'adoption[18]
- Jesse Burch (VF : Thierry Ragueneau) : Hutch Davidson
- Aerli Austen (VF : Laura Zichy) : la collègue de Rosie
- Eric Mendenhall (VF : Gilduin Tissier) : le médecin de Wendy

Caméos
- Cheryl Cole : le juge du concours de danse à la télévision[19]
- Jaime Luis Gómez : le juge du concours de danse à la télévision[19]
- Tyce Diorio : le juge du concours de danse à la télévision[19]
- Whitney Port : elle-même[20]
- Dwyane Wade : lui-même[20]
- Megan Mullally (VF : Brigitte Aubry) : elle-même

Sources et légendes : Version française (VF) sur AlloDoublage et RS Doublage ; Version québécoise (VQ) sur Doublage.qc.ca

## Accueil

### Réception critique
Ce qui vous attend si vous attendez un enfant a reçu un accueil critique globalement mitigé, voire négatif : dans les pays anglophones, il recueille 23 % d'avis favorables sur le site Rotten Tomatoes, pour cent vingt-sept commentaires collectés et une note moyenne de 4.5⁄10 et une score de 41⁄100 sur le site Metacritic, pour trente commentaires collectés. En France, il obtient une note moyenne de 1.6⁄5 sur le site AlloCiné, pour treize commentaires collectés.

### Box-office
Sorti dans une combinaison de départ de 3 021 salles, Ce qui vous attend si vous attendez un enfant démarre à la cinquième place du box-office américain avec 10 547 068 $ de recettes, soit une moyenne de 3 491 $ par écran. Puis, le long-métrage chute à la septième position, place qu'il gardera durant trois week-ends consécutifs, perdant même 114 salles par rapport à sa combinaison initiale en troisième week-end et plus de 800 salles en quatrième week-end, avec 35 823 598 $. Après 11 semaines à l'affiche, le film totalise 41 152 203 $ au box-office américain. Le film totalise 84 384 002 $ au box-office mondial .
En France, démarrant en cinquième position du box-office, Ce qui vous attend si vous attendez un enfant, diffusé dans 316 salles, totalise 210 052 entrées. La semaine suivante, il perd cinq places et totalise plus de 84 000 entrées, soit un cumul de 294 489 entrées. En troisième semaine, perdant de nouveau cinq places, il cumule avec 324 418 entrées, dont 29 929 entrées en une semaine. Finalement, le film totalise 339 633 entrées après cinq semaines en salles.

## Distinctions
| Prix                   | Catégories                                            | Récipiendaire(s) | Résultats  |
| ---------------------- | ----------------------------------------------------- | ---------------- | ---------- |
| ALMA Awards            | Meilleur acteur dans un film                          | Rodrigo Santoro  | Nomination |
| ALMA Awards            | Meilleure actrice dans une comédie ou un film musical | Cameron Diaz     | Nomination |
| ALMA Awards            | Meilleure actrice dans une comédie ou un film musical | Jennifer Lopez   | Nomination |
| Teen Choice Awards     | Meilleure comédie                                     |                  | Nomination |
| Teen Choice Awards     | Meilleur acteur dans une comédie                      | Chris Rock       | Nomination |
| Teen Choice Awards     | Meilleure actrice dans une comédie                    | Cameron Diaz     | Nomination |
| Teen Choice Awards     | Meilleure actrice dans une comédie                    | Jennifer Lopez   | Nomination |
| Teen Choice Awards     | Meilleure révélation                                  | Joe Manganiello  | Nomination |
| Teen Choice Awards     | Meilleur voleur de scènes                             | Chace Crawford   | Nomination |
| People's Choice Awards | Meilleure comédie                                     |                  | Nomination |
| People's Choice Awards | Meilleure actrice dans une comédie                    | Cameron Diaz     | Nomination |
| Razzie Awards          | Pire actrice dans un second rôle                      | Brooklyn Decker  | Nomination |
| Razzie Awards          | Pire actrice dans un second rôle                      | Jennifer Lopez   | Nomination |